# Plateros batillifer
Plateros batillifer är en skalbaggsart som beskrevs av Green 1953. Plateros batillifer ingår i släktet Plateros och familjen rödvingebaggar. Inga underarter finns listade i Catalogue of Life.